# Allegro Vivo
Allegro Vivo ist ein Kammermusikfestival, das jährlich von Anfang August bis Mitte September im Waldviertel in Niederösterreich stattfindet. Das Festival wurde im Jahr 1979 vom Geiger und Dirigenten Bijan Khadem-Missagh gegründet, der es bis 2016 leitete. Danach übernahm sein Sohn Vahid Khadem-Missagh die künstlerische Leitung.
Das Festival umfasst jährlich rund 65 Konzerte an 30 Spielorten, darunter architektonisch und historisch bedeutende Stifte, Burgen und Schlösser der Region. Die Sommerakademie bietet jährlich 70 Meisterkurse, Jugendförderungskurse und Kurse für Kinder und Eltern an, die von rund 500 Musikstudenten aus 40 Nationen besucht werden. Sie studieren mit Künstlerinnen und Künstlern sowie Lehrenden internationaler Musikuniversitäten und Konservatorien wie z. B. Elisabeth Leonskaja, Christian Altenburger, Pavel Gililov und Patrick Demenga. Die Studierenden haben die Möglichkeit selbst zu konzertieren. Besondere Leistungen werden in den Preisträgerkonzerten gewürdigt. Es gibt Konzertbesuche der Kursteilnehmer in der Bibliothek des Stiftes Altenburg.
2019 wurde das Festival im Rahmen der Verleihung des Tourismuspreises Niederösterreich mit dem Ehrenpreis ausgezeichnet und erhielt im selben Jahr den Maecenas Österreich Sonderpreis in der Kategorie „Kunst und Kultur“.

## Spielorte und Spielstätten
Nach und nach wurde das gesamte Waldviertel mit rund 30 Spielstätten in das Konzertgeschehen des Festivals einbezogen. 
Beteiligte Gemeinden und Städte:
- Altpölla, Pfarrkirche
- Brunn am Wald
- Eggenburg: Krahuletzmuseum
- Gars am Kamp
- Gmünd: Palmenhaus
- Harmannsdorf: Schüttkasten
- Horn: Kunsthaus, Vereinshaus und Campus Horn
- Langenlois: Loisium
- Maria Dreieichen
- Mold
- Pernegg
- Rosenburg am Kamp
- Schönberg am Kamp: Alte Schmiede
- Thunau am Kamp: Gertrudskirche
- Waidhofen an der Thaya: Stadtpfarrkirche
- Ziersdorf: Konzerthaus Weinviertel

Burgen, Schlösser und Stifte:
- Burg Ottenstein
- Burg Raabs an der Thaya
- Burg Rappottenstein
- Schloss Drösiedl
- Schloss Greillenstein
- Schloss Göpfritz
- Schloss Waldreichs
- Schloss Weitra: Rokokotheater
- Stift Altenburg: Bibliothek und Stiftskirche
- Stift Geras
- Stift Göttweig
- Stift Zwettl